# Мурђинаљије (Форли-Чезена)
Мурђинаљије (итал. Murginaglie) је насеље у Италији у округу Форли-Чезена, региону Емилија-Ромања.
Према процени из 2011. у насељу је живело 54 становника. Насеље се налази на надморској висини од 212 м.